# Inoue Masamoto
Inoue Masamoto est un nom japonais traditionnel ; le nom de famille (ou le nom d'école), Inoue , précède donc le prénom (ou le nom d'artiste).
Inoue Masamoto (井上正甫, 24 décembre 1778-11 mars 1858) est un daimyō et officiel du shogunat Tokugawa du milieu de l'époque d'Edo de l'histoire du Japon.

## Biographie
Inoue Masamoto est le fils ainé d'Inoue Masasada, précédent daimyō du domaine de Hamamatsu. Il devient le 8e chef de la branche Mikawa du clan Inoue et daimyō du domaine de Hamamatsu à la mort de son père en 1786. Il obtient le 5e rang de cour inférieur et le titre de courtoisie Kawachi-no-kami peu après.
En 1802, Masamoto intègre l'administration du shogunat Tokugawa en tant que sōshaban (maître des cérémonies) sous le règne du shogun Tokugawa Ienari.
En 1816, alors qu'il rôde dans ce qui est maintenant le quartier Sendagaya dans l'arrondissement de Shibuya à l'extérieur d'Edo, Masamoto viole une jeune fermière. Après avoir été découvert par le mari de la victime, il tire son épée et coupe le bras de l'homme. Il donne à ses vassaux l'ordre de réduire au silence le couple en les enlevant et les emmenant à Hamamatsu, mais en peu de temps l'histoire est connue dans Edo et Masamoto et ses hommes deviennent objet de ridicule par les habitants et sont rejetés par leurs pairs. Le 23 décembre de la même année, Masamoto est relevé de ses fonctions et réaffecté le 14 septembre 1817 au domaine de Tanagura (d'une valeur de 60 000 koku), dans ce qui est de nos jours la province de Fukushima. Cependant, faisant valoir des raisons de santé, il ne quitte jamais Edo et reste isolé dans sa résidence en ville jusqu'à sa mort en 1858.
Inoue Masamoto est marié à une fille de Sanada Yukihiro, daimyō du domaine de Matsushiro dans la province de Shinano. Il a également pour concubines une fille de Matsudaira Takehiro (daimyō du domaine de Tatebayashi) et une fille de Oda Nobuchika (daimyō du domaine de Takahata). Son fils ainé Inoue Masaharu lui succède en 1820.
Sa tombe se trouve au Jōshin-ji, temple du clan Inoue, situé dans l'arrondissement de Bunkyō à Tokyo.

## Source de la traduction
- (en) Cet article est partiellement ou en totalité issu de l’article de Wikipédia en anglais intitulé « Inoue Masamoto » (voir la liste des auteurs).